# Asteropaeus
Asteropaeus (Ἀστεροπαῖος) was een strijder uit het Griekse epos Ilias.
Hij was tezamen met Pyraechmes aanvoerder van de met Troje geallieerde Paeoniers. Asteropaeus was een zoon van Pelagon. Zijn grootvader van vaderszijde was de riviergod Axios. Zijn moeder was de stervelinge Periboia, dochter van Acessamenus (Ἀκεσσάμενος). Asteropaeus was een nieuwkomer; bij het begin van de Trojaanse oorlog bevond hij zich pas sedert twee weken in Troje.